# Компютърна икономика
Компютърната икономика (или също изчислителна икономика) e дисциплина, изучаваща приложението на изчислителни методи на компютърната наука в икономиката. Области, които включва са: агентно-моделирано изчислително моделиране, изчислителна економетрия и статистика, компютърни финанси, компютърно моделиране на динамични макроикономически системи, изчислване на трансакционни стойности, изчислителни средства за създаване на дизайна на автоматизирани Интернет пазари, програмно обезпечаване, специфично създадено за компютърна икономика и педагогически средства за преподаване на компютърна икономика. Някои от тези области за специфични за компютърната икономика, докато други се разпростират в традиционни области на икономиката като решават проблеми, които са трудни за изучаване без помощта на компютрите.